# Chilothorax hucklesbyi
Chilothorax hucklesbyi är en skalbaggsart som beskrevs av Renaud Maurice Adrien Paulian 1942. Chilothorax hucklesbyi ingår i släktet Chilothorax och familjen Aphodiidae. Inga underarter finns listade i Catalogue of Life.